# Naturinsel Drachenmühle
Am Rande des Naturschutzgebietes Nasswiesenkomplex Döllnitzaue in Schweta bei Oschatz lag das Umweltprojekt Naturinsel Drachenmühle.
Eines der primären Anliegen dieses selbstorganisierten Projektes war es, einen Beitrag zur regionalen und überregionalen Umweltbildung zu leisten. Dieses Projekt wurde für vier Jahre in Folge von der „UNESCO Weltdekade“ für 2009/2010 & 2011/2012 ausgezeichnet
(Projektnr.: 1115, Ausgezeichnet: 2009/2010) & (Projektnr.:2013, Ausgezeichnet 2011/12).

## Schweta
Schweta (im 13. Jahrhundert Zwete -von svet = Licht, Lichtung, Rodung) entstand als Rittergutsdorf mit Häuserreihen, sogenannten Drescherhäusern, Schäferei, einem Försterhaus, einem Gärtnerhaus und vermutlich zu Beginn des 19. Jahrhunderts einer Gaststätte und einer Schmiede. ein Ortsteil der Gemeinde Mügeln. In der näheren Umgebung wurden wertvolle jungsteinzeitliche Funde gemacht, wie Überreste einer bandkeramischen Siedlung. Die Kirche im Ort wurde 1751 unter Einfluss George Bährs errichtet.

## Umweltinsel
Das Projekt Umweltinsel Drachenmühle befand sich in der ehemaligen Wassermühle, die früher von einem oberschlächtigen Wasserrad angetrieben wurde. Das Wasser wurde durch den Mühlengraben vom Döllnitzbach zugeleitet.
Geboren wurde dieses Projekt Ende 2003 und wuchs gemeinsam mit der Aktion Lokale Agenda 21 – „Bildung für nachhaltige Entwicklung“ zu einem deutschlandweit anerkannten Umweltprojekt an.
Die Anleitung zu einem nachhaltigen Leben erfolgte in der Naturinsel Drachenmühle in erster Linie durch konkrete Wissensvermittlung und tägliches Arbeiten in zahlreichen Seminaren und Workshops. Mit diesem praktischen Ansatz unterschied sich das privat getragene Projekt erheblich von den kommunalen Maßnahmen und Aktionen.

## Erste Zielgruppe „Kinder und Jugendliche“
Eine Lokale Agenda 21 ist ein Handlungsprogramm, das eine Kommune in Richtung Nachhaltigkeit entwickeln soll. Aus diesem Grunde boten die Projektträger der „Naturinsel Drachenmühle“ eine Vielzahl von kommunalen Kinder und Jugendprogrammen an.
- Kinder- und Umweltpädagogik
- Bildungsseminare für nachhaltige Entwicklung (z. B. Permakultur, …)
- Seminare über Kräuterkunde (Bestimmen-Sammeln-Nutzen)
- Nutzung regenerative Energien / Biomeiler
- Erhalt alter Streuobstwiesen, extensive Tierhaltung,…
- Erlernen des traditionellen Handwerks, wie z. B. Brot backen, Baukurse für Holzinstrumente, …

Durch das bewusste Erleben der Natur wurden die Sinne auf vielen Ebenen geschult, Kreativität wird freigesetzt und Kinder lernen, auf natürliche Weise mit Grenzen und Herausforderungen umzugehen. Im Zentrum der Naturinsel Drachenmühle stand die Gründerfamilie Schembritzki, die wegen der Zwangsversteigerung der Mühle 2013 ihr Projekt beenden musste.

## Langfristige Projekte
- Aufbau, Bewirtschaftung und Erforschung des Biomeilers nach Jean Pain.

## Preise und Auszeichnungen
Naturinsel Drachenmühle erhält 2. Auszeichnung der Deutschen UNESCO-Kommission durch das Nationalkomitee der UN-Dekade „Bildung für nachhaltige Entwicklung“ in Folge. Das Komitee hat das Umweltprojekt „Naturinsel Drachenmühle“ als offizielles deutsches Dekadeprojekt ausgewählt.'
- Dekadeprojekt 2009–2010[1]
- Dekadeprojekt 2011–2012[5]

Nominierungen
- Nominiert für den „Ideen-Initiative-Zukunft“- Preis 2011[6]